# Slim Marion
Slim Marion, de son vrai nom Nouck Jean Luc Alexis, né le 26 mai 1994 à Édéa (Cameroun), est un rappeur, chanteur, producteur et beatmakeur camerounais. Il commence sa carrière en 2013 et se fait remarquer par le public en 2016 grâce au succès de son titre My Last . Il fait partie de l'écurie du label War Machine Music Entertainment et Hope Music Group.

## Biographie
Né à Edéa en 1994, Slim Marion est né d'un père Ewondo et d'une mère Bassa. Il est élevé par sa mère avec ses 3 frères et sa sœur. Son père est assassiné lorsqu'il est âgé à de 8 ans, ce qui le pousse trouver refuge dans la musique, puis commence à chanter dans la paroisse de la cité verte à Yaoundé. 
Slim Marion fait ses études secondaires et universitaires dans la ville de Yaoundé. Il obtient ses diplômes secondaires au collège Charles et Thérèse Mbakop de Bastos, ensuite, entame ses années universitaires à l'Université de Yaoundé 1 de Ngoa-Ekelle dans la filière art du spectacle et cinématographie. Il arrête ses études à pour se lancer dans la musique. Il quitte le Cameroun pour la France à l'âge de 20 ans, où il se lance dans une carrière musicale.

## Discographie

### Singles
- Au Soleil (2014)
- Rue de Paname (2014)
- Elle me rend dingue (2015)
- We Got ft Mr Sto (2015)
- Forgive Me ft Mimie[6]  (2015)
- My Last ft Locko & Dex Willy[7] (2016)
- Biscuit[8] (2016)
- Comment lui dire[9] (2016)
- C Pas Un Secret[10] (2017)
- Ex Boyfriend (2017)[11]
- Muna[12] (2017)
- Elle M'a Win (2018) [13]
- Na Waiti (2018) [14]
- Africa ft Canardo (2018)[15]
- Ma Sans Confiance (2019)[16]
- Le Bon Dragueur feat. Cysoul (2019)[17]
- La Go Du Letch (2020)[18]
- Game Boy (2021)
- Ma Ding Wa (2021)
- Mulema Feat Wendy Naya (2021)
- Vilaine fille (Djaraba)  (2022)
- Tutoriel feat. Vanister Enama (2023)

### Collaborations
- 2015 : Summer Time de F-Six

- 2016:  Fly Away de Dr Dugon
- 2016: Throw Me Away de Alchemia

## Albums
- Eros III (2029)
- Le Bon Dragueur (2021)
- Le Bon Dragueur 2 (2023)

## Récompenses et nominations
- 2017 : Révélation Musicale aux Green Lights Awards[19]
- 2017 : Nommé au CAMURMA (Cameroun Urban Music Awards)[20]

## Tournées
My Last Tour est la première tournée de concerts de Slim Marion. Annoncée en août 2017 avec les dates initiales principalement en Afrique centrale, la tournée contient deux parties et 20 spectacles. Elle a commencé à Yaoundé le 19 août, jusqu'à Douala, le 29 août. Le titre est une référence à son nouveau single avec le chanteur Camerounais Locko et Dex Willy. 